# Ender el xenocida
Ender el Xenocida (título oríginal Xenocide) es un libro de ciencia ficción de Orson Scott Card publicado en 1991, perteneciente a la Saga de Ender, continuación de La voz de los muertos. 

## Argumento
En este episodio de la saga, se deberán resolver nuevos y viejos problemas. El Congreso Estelar ha enviado una flota dotada del  Ingenio de Desintegración Molecular al planeta Lusitania para acabar con la amenaza de la  descolada, que podría destruir rápidamente toda la vida de cualquier planeta a donde sea llevada. En el mundo de  Sendero, en el que los dioses hablan a los agraciados, Han Fei-tzu encomienda a su hija Qing-jao que resuelva la desaparición de la flota lusitana, por orden del Consejo. Jane, en la nave en que  Miro y  Valentine se encuentran viajando hacia Lusitania, comprende que acabará por localizarla . Al llegar al planeta, descubre que los pequeninos han abrazado el cristianismo y que se está extendiendo una herejía según la cual la descolada es el espíritu santo que debe ser repartido por el universo. La Reina Colmena está construyendo una nave para los pequeninos, y el bosque de Guerrero, el árbol padre que fomenta la herejía, puede conseguir el control, por lo que Quim parte para intentar apaciguarle. Por otra parte, la familia de Novinha se encuentra envuelta en fuertes discusiones, ya que se ha descubierto que la descolada se comunica y podría ser inteligente. Cuando Quim llega al bosque de Guerrero, este le apresa para intentar probar su dogma. Ender viaja para evitarlo, pero tras varios días Quim muere por la descolada. Esto enfurece a las otras tribus de pequeninos, que se preparan para la guerra, pero un tumulto formado por Grego comete una matanza en el bosque, interrumpida por los insectores. La situación se torna insostenible, a lo que se añade que Qing-jao revela al Congreso la existencia de Jane, que se dispone a eliminarla, mientras que su padre y su doncella Wang-mu descubren que los agraciados están en realidad afectados por una enfermedad diseñada por el congreso. Los intentos de crear una descolada aceptable para todos no resultan, pero tras la muerte de Plantador, que se sacrifica para demostrar que los Pequeninos son inteligentes aún sin descolada, Quara y Ela comienzan a trabajar juntas. Grego y Olhado, a partir de preguntas de Ender a la Reina Colmena, que le revela que las aiúas vienen de un exterior, desarrollan una forma de viajar más rápido que la luz. Desarrollan un receptáculo para poder crear en el exterior la recolada, una forma modificada de la descolada. La nave es pilotada por Jane, y Ender debe ir porque se ha descubierto que de él nace el aiúa de Jane. En el exterior, el lisiado Miro crea un cuerpo sano para sí mismo, mientras que Ender produce una copia de sus hermanos Peter y Valentine como permanecen en sus recuerdos de la juventud. Ambos parecen completamente independientes de Ender, y con los recuerdos de su creador que según su imagen deberían tener, y también pueden pilotar la nave. La recolada sustituye al viejo virus y Peter lleva una versión a Sendero diseñada para corregir el defecto genético que provocaba las supuestas visiones divinas. Después se lleva a Wang-mu con él para desbaratar el Congreso.
En las obras anteriores se hacía mención del  ansible, que planteaba una clara contradicción con el principio básico de la relatividad especial (la imposibilidad de transmitir información más rápida que la luz) pero describía correctamente los efectos de dilatación que la ciencia prevé sobre los viajes a velocidades cercanas a la de la luz. Pero esta vez, el autor se sumergirá repentinamente en una metafísica para encontrar solución a los problemas planteados, lo cual da a esta obra un carácter bastante más fantástico que las otras alejándose un poco más de lo que algunos entusiastas de la ciencia ficción aprecian en este género: el rigor científico. 
Al igual que en obras anteriores, si bien la historia tiene un final aceptable, deja claramente abierta la posibilidad de una continuación, la cual se ve plasmada en la siguiente obra Hijos de la Mente.